# 利奧德河
利奧德河是立陶宛的河流，位於該國中部，屬於內韋日斯河的右支流，流經希奧利艾縣、考那斯縣和帕涅韋日斯縣，河道全長39.2公里，流域面積183.5平方公里
55°28′N 24°04′E / 55.467°N 24.067°E